# Spring Drive
La technologie spring drive est utilisée par une famille de mouvements d'horlogerie à remontage automatique ou manuel conçus et fabriqués par le groupe japonais Seiko depuis 1977, principalement sur ses modèles de luxe Grand Seiko et Credor.

## Fonctionnement
La technologie spring drive se présente comme une combinaison de deux technologies très différentes :  
- A l'instar d'une montre mécanique, ce calibre utilise, comme source d'énergie, un ressort de barillet remonté manuellement ou automatiquement. Il n'a donc pas besoin d'une pile.
- L'organe régulateur est cependant un oscillateur à quartz.

Le ressort de barillet entraîne, via une multiplication mécanique, le rotor d'une petite dynamo, qui sert à la fois de frein pour contrôler la vitesse d'avancement de la montre, et de source d'électricité pour un circuit intégré. Ce dernier compare en permanence la vitesse de rotation de la dynamo et la cadence de référence donné par l'oscillateur à quartz, afin de réguler le mouvement.

## Avantages
Les mouvements spring drive possèdent la précision associée aux mouvements à quartz, avec une dérive maximale de l'ordre  de 15 secondes par mois, ce qu'aucun mouvement mécanique n'égale. La roue du générateur a un mouvement continu et unidirectionnel, sans contact, ce qui garantit une moindre usure des pièces, comparé au mouvement d'aller-retour d'un échappement à ancre suisse. L'aiguille des secondes avance de façon parfaitement continue, et non par à-coups. La montre ne nécessite aucun remplacement de pile.

## Historique et calibres successifs
Le premier mouvement utilisant cette technologie a été conçu par Yoshikazu Akahane ((ja)赤羽 好和) en 1977, pour l'entreprise Suwa Seikosha, absorbée quelques années plus tard par Seiko. Cette technologie a fait l'objet d'environ 230 brevets.
Les premiers mouvements étaient à remontage manuel et disposaient d'une réserve de marche de 48 heures. La deuxième génération, encore en production, possède un remontage automatique, une réserve de marche portée à 72 heures, et une meilleure précision. De nombreuses déclinaisons existent, offrant différentes complications : date, fonction GMT (deuxième fuseau horaire en 24h), phases de la lune, répétition minute, ou chronographe.
Depuis 2021, une troisième génération de mouvement propose une réserve de marche de 5 jours, une précision améliorée de +/-10 secondes par mois et une diminution de l'épaisseur du mouvement de 0,8 mm.